# Gravesia parvifolia
Gravesia parvifolia là một loài thực vật có hoa trong họ Mua. Loài này được (Aug. DC.) H. Perrier mô tả khoa học đầu tiên năm 1932.